# William Parks
William Wilson "Bill" Parks (Oak Park, 11 de dezembro de 1921 — Glenview, 10 de dezembro de 2008) foi um velejador estadunidense, medalhista olímpico. Ele competiu nos Jogos Olímpicos de Verão de 1960 na classe Star e conquistou a medalha de bronze na disputa a bordo do Shrew II com Robert Halperin.
Parks inicialmente se formou no Instituto de Tecnologia de Illinois e trabalhou como engenheiro. No final dos anos 1950, ele também obteve um MBA pela Universidade de Chicago e trabalhou em administração na Vapor Corporation em Chicago. Parks também fez parte da equipe editorial da revista de vela One Design Yachtsman. Durante a Segunda Guerra Mundial, ele serviu nas Filipinas com os engenheiros da Marinha dos Estados Unidos.